# 内田順子 (歌手)
内田 順子（うちだ じゅんこ、1973年2月14日 - ）は、日本のタレント、歌手、ミュージカル女優。現在、振り付け師及び保育士実技指導講師として活動中。東京都中野区出身。

## 概要
3歳の時に劇団若草に入団し、その後1977年5月の東京宝塚劇場の公演「一の糸」で子役デビュー。以降、中学生までの間に「王様と私」「サウンド・オブ・ミュージック」「ピーター・パン」などに出演。
高校1年の夏に、西友ミュージカルの「赤いくつ」に主演し、それをきっかけに日本コロムビア所属になり、その年の9月に「キテレツ大百科」のオープニングテーマ『ボディーだけレディー』にてアニメ歌手デビューする。
1995年からの新番組「うたってオドロンパ!」のオーディションに合格し、3年間に渡り『じゅんじゅん』として子供達に親しまれた。また、その1995年に設立された日本コロムビア系のマネジメント会社「コロムビアアリス」（後に「アリスファミリー21」に社名変更）に所属となった。
「junko」名義で、幼児向けのダンス振り付け師としても活動している。2000年代以降、それに付随した全国各地で幼稚園教員に対する講演・研修会活動と、毎年夏の「カゴメ劇場」出演が主な仕事となった。（同じ事務所の山野さと子も幼児向けの活動を行っている）
2003年頃より、所属事務所サイト内で日々の仕事や出先の様子を記した日記（ブログ）を掲載しており、2008年12月28日付けの記事で『表舞台から退き、一から社会勉強をしようと思います。』と、芸能活動から退く事を表明した。その後、振付師・幼児関係の講師活動の同社所属スタッフを経て、現在は乳幼児教育研究所講師・振付師である。但し、芸能活動から退いた後もかつて携わった番組・楽曲関係についてのテレビ出演等はしており、完全な引退ではなく、自身の活動の主軸を芸能活動から幼児教育へと移した形となっている。

## 出演

### テレビ
- せーの!（日本テレビ、1982年11月 - 1983年4月） - 麻美 役
- ママたちが戦争を始めた!（日本電視台，1985年） - 西原由佳 役
- うたってオドロンパ!（NHK教育、1995年4月 - 1998年3月） - じゅんじゅん 役
- のりもの王国ブーブーカンカン（テレビ東京、1998年4月 - 2000年3月） - じゅん★P 役

番組内のコーナーアニメ「超特急ヒカリアン」にも第128話ゲストじゅん★P役で声優出演
- みんなの広場だ!わんパーク（NHK教育、2000年4月 - 2003年4月）複数回ゲスト出演
- しぜんとあそぼ「つばめ」「めだか」「もりのねずみ」「ひがたのとり」「あゆ」「そらのくも」（NHK教育、2004年11月25日） - ナレーター

### インターネット
- 溜池Now「アニソン溜池ベスト10」（GyaO、第23 - 24回）

### 舞台（ミュージカル）
- サウンド・オブ・ミュージック（グレーテル役）
- 若草物語（エイミー役、ベス役）
- サンタのクリスマス（アカハナ役）
- ごんぎつね（ごん役）新美南吉生誕80周年没後50周年記念ミュージカル
- カゴメファミリーミュージカル
  - オズの魔法使い（ドロシー役）
  - ヘンゼルとグレーテル（グレーテル役）
  - ジャックと豆の木（ジャック役）
  - ももたろう（ももたろう役）
  - 長ぐつをはいた猫（猫役）
  - カゴメ劇場（カゴメのお姉さん）

その他多数出演

## ディスコグラフィ

### シングル
| 枚             | 発売日         | タイトル             | c/w                                                         |
| 日本コロムビア | 日本コロムビア | 日本コロムビア       | 日本コロムビア                                              |
| -------------- | -------------- | -------------------- | ----------------------------------------------------------- |
| 1st            | 1988年11月1日  | ボディーだけレディー | コロ助ROCK                                                  |
| 2nd            | 1989年11月24日 | お願い・チンプイ     | シンデレラなんかになりたくない (歌：林原めぐみ・斉藤小百合) |
| 3rd            | 1991年1月24日  | わぴこ元気予報!      | スーパーきんぎょ                                            |
| 4th            | 1991年8月21日  | ぎょっぴーダンス     | わぴこメイト行進曲                                          |
| 5th            | 1998年8月21日  | 夢のヒコーキ         | GOOD DAY                                                    |

### 非売品シングル
| 枚             | 発売日         | タイトル         | c/w            |
| 日本コロムビア | 日本コロムビア | 日本コロムビア   | 日本コロムビア |
| -------------- | -------------- | ---------------- | -------------- |
| 1st            | 1997年         | 未来よ君は美しい | のろうよ地下鉄 |

### タイアップ曲
| 楽曲                 | タイアップ                                                     |
| -------------------- | -------------------------------------------------------------- |
| ボディーだけレディー | フジテレビ系アニメ『キテレツ大百科』オープニングテーマ         |
| コロ助ROCK           | フジテレビ系アニメ『キテレツ大百科』エンディングテーマ         |
| お願い・チンプイ     | テレビ朝日系アニメ『チンプイ』オープニングテーマ               |
| わぴこ元気予報!      | テレビ朝日系アニメ『きんぎょ注意報!』オープニングテーマ        |
| スーパーきんぎょ     | テレビ朝日系アニメ『きんぎょ注意報!』エンディングテーマ        |
| ぎょっぴーダンス     | テレビ朝日系アニメ『きんぎょ注意報!』エンディングテーマ        |
| わぴこメイト行進曲   | テレビ朝日系アニメ『きんぎょ注意報!』挿入歌                    |
| 未来よ君は美しい     | 営団地下鉄70周年イメージソング                                 |
| 夢のヒコーキ         | テレビ東京系アニメ『のりもの王国ブーブーカンカン』テーマソング |
| GOOD DAY             | テレビ東京系アニメ『のりもの王国ブーブーカンカン』挿入歌       |

### 参加作品
| 発売日        | 作品                                                                                       | 参加曲                                     | 概要                                                     |
| ------------- | ------------------------------------------------------------------------------------------ | ------------------------------------------ | -------------------------------------------------------- |
| 1996年8月21日 | うたっておどろんぱ 決戦のフォークダンス                                                    | 「とかくとにかくオドロンパ」               | NHK『うたってオドロンパ!』オープニングテーマ             |
| 1996年8月21日 | うたっておどろんぱ 決戦のフォークダンス                                                    | 「決戦のフォークダンス」                   | NHK『うたってオドロンパ!』関連曲                         |
| 1997年2月21日 | うたってオドロンパ Vol.2 のりものサンバ・カッパ天国                                        | 「のりものサンバ」                         | NHK『うたってオドロンパ!』関連曲                         |
| 1997年2月21日 | うたってオドロンパ Vol.2 のりものサンバ・カッパ天国                                        | 「カッパ天国」                             | NHK『うたってオドロンパ!』関連曲                         |
| 1997年7月19日 | Here we go!/のりものロックンロール/ビークルパワーでRUN!RUN!RUN!                            | 「ビークルパワーでRUN!RUN!RUN!」           | テレビ東京系アニメ『のりもの王国ブーブーカンカン』関連曲 |
| 1999年5月21日 | のりもの王国ブーブーカンカン たのしいのりものの歌 〜ヒカリアンと超特急のなかまたちの歌〜   | 「ドリームトレイン」                       | テレビ東京系アニメ『のりもの王国ブーブーカンカン』関連曲 |
| 1999年5月21日 | のりもの王国ブーブーカンカン たのしいのりものの歌 〜ビーグルくんとくるまのなかまたちの歌〜 | 「ビークルサークルミラクルワンダーランド」 | テレビ東京系アニメ『のりもの王国ブーブーカンカン』関連曲 |

### その他の楽曲
- Let's Get,Let's Win!（コクドアイスホッケーチーム応援歌）
- ネスクイック（ネスレ日本CMソング）
- カルピスキッズ（カルピスCMソング）
- ニンジャ音頭
- うさぎのしっぽ
- ブルー・スカイ音頭
- にんじんちゃちゃちゃ

その他子ども向け楽曲、子ども向けカバー曲を中心に多数リリース
- みつあみゆみちゃん

他　